# Славољуб Маржик
Славољуб Маржик (Краљево, 5. јул 1930 — Београд 12. март 2022), био је српски инжењер геологије, дугогодишњи сарадник Народног музеја Краљево и аутор шест књига о прошлости овог града. Маржик је био трећа генерација познате краљевачке породице чешког порекла. Његов отац Владислав Маржик био је први школовани краљевачки сликар, а деда Јосиф Маржик је био лекар и један од оснивача санитетске службе у српској војсци. Славољуб Маржик је по струци био геолог, али се након пензионисања окренуо писању. Прво се бавио истраживањем породичне историје, а потом је радио на прикупљању свих новинских чланака и вести које је домаћа штампа објављивала о његовом родном Краљеву у периоду од 1835. до 1918. године. Славољуб Маржик је преминуо у Београду 12. марта 2022. године.

## Биографија
Славољуб Маржик је рођен 5. јула 1930. године у Краљеву, као најстарије дете Владислава Маржика и његове супруге Марије. Славољуб је имао и две млађе сестре: Љиљану, рођену 26. марта 1933. и Мирјану, рођену 18. априла 1937. године. Након почетка Априлског рата, Славољуб се са остатком породице склонио у село Јарчујак код Краљева. Иако се породица вратила у град, дани окупације су били тешки. Није се лако долазило до хране, обуће и одеће. Ипак, најтежи ударац за породицу уследио је у последњим месецима окупације. У септембру 1944. године, Славољубов отац Владислав био је рањен током савезничког бомбардовања Краљева. Он је повео Славољуба и Љиљану како би их уписао у Гимназију, која се тада налазила у згради основне школе у селу Јарчујак. У том бомбардовању је била уништена и породична кућа. Због овога Славољуб је са породицом уточиште пронашао у селу Врдила, где је породица и дочекала крај окупације.
Након што је Славољуб Маржик завршио Гимназију 1949. године, поставило се питање његовог даљег школовања. Дугогодишња жеља породице Маржик је била да Славољуб настави школовање у Прагу, попут свог оца. Пошто Славољубова тетка Јарослава, сестра његове мајке, није имала деце, желела је да Славољубу помогне да заврши студије медицине у главном граду Чехословачке. Међутим, ове породичне жеље нису никада биле остварене због погоршања односа између Југославије и Чехословачке. Наиме, након разлаза Југославије са Информбироом, Славољуб је морао да одустане од одласка у Праг. Због тога је он уписао студије геологије на Универзитету у Београду, које је и завршио 1954. године.
Током студија Славољуб Маржик је упознао Мирославу Миљанић, пореклом из Битоља. Након дугогодишње везе пар се венчао 14. јула 1957. године у Београду. Славољуб и Мирослава су своје прво дете, ћерку Марину, добили 14. августа 1959. године. Пар је имао и сина Владислава, рођеног 21. јула 1973. године и названог по деди, али је дечак убрзо преминуо.
Након завршетка основних студија, Славољуб Маржик је наставио да се усавршава и 1964. године одбранио је магистарску тезу Хидрогеолошке карактеристике неких места брана у Србији. У периоду од 1955. до 1956. радио је у Геолошком заводу у Скопљу, а потом се запослио у предузећу Енергопројект у Београду. Више од двадесет година је у овом предузећу био водећи инжењер и шеф геолошке групе. Радио је на многим пројектима и у земљи (Батлава, Дреница, Основни пројекти Западне Мораве, Ибра, Дрине; бранама Отавица, Водоча, Фоча, водосистемима Студеница и Ругово), али и у иностранству (Западни Пакистан, Јордан, Египат, Мароко, Грчка, Замбија, Гвинеја, Перу, Ангола, Ирак). У Замбији је био директор мешовите компаније Sidco Ltd., која је истраживала металичне сировине на својим концесијама у Coperbellt-у. Након 35 година рада у Енергопројекту отишао је у пензију 1991. године. Добио је награду Енергопројекта за истраживања у Замбији и укупну активност у струци. Одликован је и Орденом рада са сребрним венцем 1982. године.
Након пензионисања Маржик се окренуо писању. Како би сачувао успомену на своју породицу, описао је њену историју у књизи Маржикови, а након тога објавио је Путовање данским краљевским возом, књигу посвећену успоменама на одрастање и школовање у Краљеву. Његов највећи подухват представља сакупљање чланака и вести о Карановцу и Краљеву објављених у домаћој штампи у периоду од 1835. до 1918. године, сабраних у четири тома, у издању Народног музеја Краљево. У част објављивања четвртог тома приређен је 2021. године научни скуп Публицистика у развоју друштва и државе I: Карановац – Краљево у српским новинама 1835-1918.
Славољуб Маржик је преминуо 12. марта 2022. године у Београду.